# Merosargus smaragdiferus
Merosargus smaragdiferus är en tvåvingeart som först beskrevs av Jacques-Marie-Frangile Bigot 1879.  Merosargus smaragdiferus ingår i släktet Merosargus och familjen vapenflugor. Inga underarter finns listade i Catalogue of Life.